# Jan Blokker

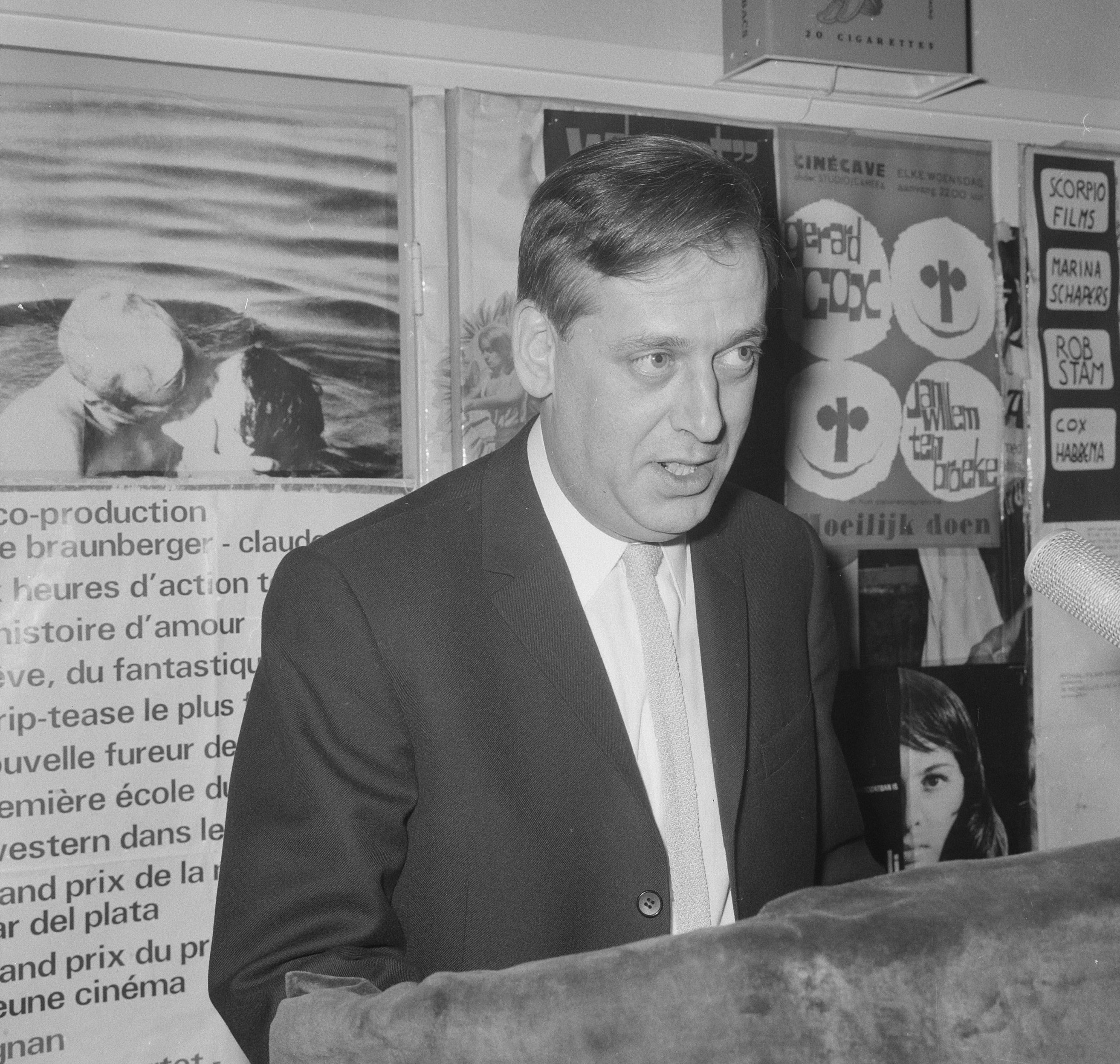
Jan Blokker in 1966

Jan Andries Blokker sr. (Amsterdam, 27 mei 1927 – aldaar, 6 juli 2010) was een Nederlandse journalist, columnist, schrijver, publicist en amateur-historicus.

## Levensloop
Blokker werd geboren in de Amsterdamse Admiralenbuurt en groeide op in een vrijzinnig-liberaal gezin. Zijn vader was kantoorbediende. Vanaf zijn zevende jaar zag Blokker met zijn vader wekelijks het Polygoonjournaal in de Cineac. Blokker doorliep de H.B.S. aan de Keizersgracht en begon in 1944 aan het staatsexamen gymnasium-alfa. Vervolgens studeerde hij Nederlandse taal- en letterkunde en geschiedenis, maar hij voltooide geen van beide studies.
In 1950 debuteerde Blokker met de novelle Séjour waarvoor hij de Reina Prinsen Geerligsprijs ontving. Er volgden twee romans: Bij dag en ontij (1952), en Parijs, dode stad (1954). In 1952 werd Blokker leerling-verslaggever bij Het Parool, waar Simon Carmiggelt hem vroeg filmrecensies te schrijven. In 1954 werd hij filmredacteur bij het Algemeen Handelsblad. Op de kunstredactie van die krant maakte hij kennis met Henk Hofland en Harry Mulisch. Hij werkte mee aan het satirische VARA televisieprogramma Zo is het toevallig ook nog eens een keer (1963-1964).
Hij werkte daarna bij de VPRO, waar hij eindredacteur was bij de televisie, een onovertroffen spreker van eigen commentaarteksten en onder meer initiator van het geopolitieke programma Diogenes.
Gedurende zijn televisieperiode bij de VPRO werd Blokker columnist bij de Volkskrant. Hij was in de jaren zestig en zeventig gezichtsbepalend voor het linkse intellectuele volksdeel en blonk uit in satirische stukjes over de linkse mode; gebundeld in onder andere Ben ik eigenlijk wel links genoeg? (1974). Ten slotte werd hij adjunct-hoofdredacteur bij de Volkskrant. In 2006 kwam het tot een breuk en ging hij publiceren in NRC Handelsblad. Blokker bleef tot het einde van zijn leven actief als journalist, voornamelijk als columnist voor NRC Next.

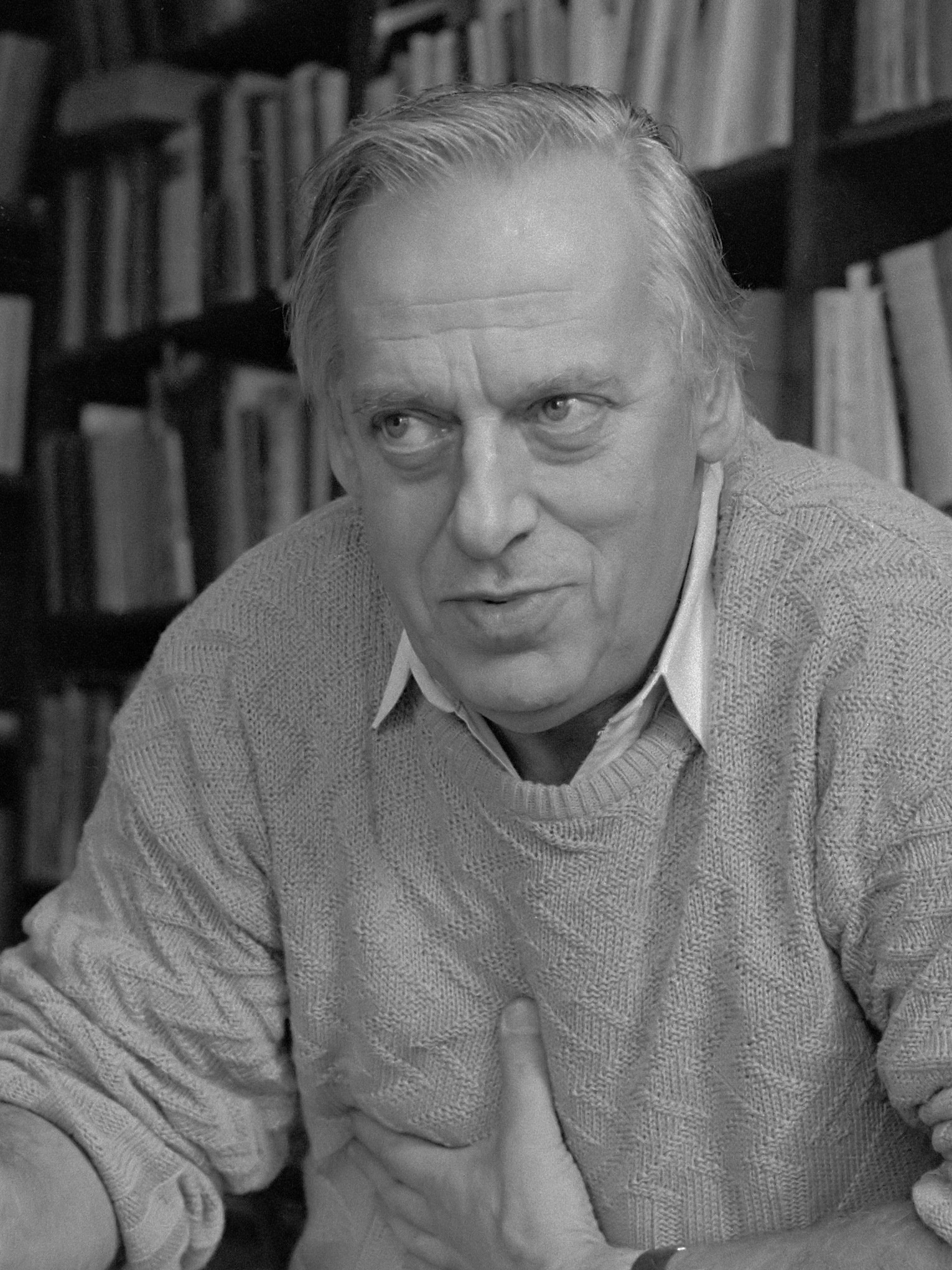
Blokker in 1985

Van 1983 tot 1993 was Blokker voorzitter van het Productiefonds voor de Nederlandse Film.
Blokker schreef verder filmscenario's, onder andere voor Bert Haanstra's klassieker Fanfare (1958) en voor Makkers, staakt uw wild geraas (1960) van Fons Rademakers. Voor de VPRO was hij ook de bedenker van een reeks televisiefilms op basis van Herodotus. Minder bekend was hij als schrijver van kinderboeken, waarvan het merendeel onder het pseudoniem Ardo Flakkeberg verscheen. Daarnaast gebruikte hij het pseudoniem Okko Schuit.
In 2005 schreef hij samen met zijn zoons Jan Blokker jr. en Bas Blokker het geschiedkundige werk Het vooroudergevoel - De vaderlandse geschiedenis, met schoolplaten van Johan Herman Isings. Het trio publiceerde in 2006 Er was eens een God - Bijbelse geschiedenis, waarin ze veel verhalen uit de Bijbel hervertellen en in een historische context plaatsen.

## Prijzen
- 1951 - Reina Prinsen Geerligsprijs voor Séjour
- 1961 - Kinderboek van het jaar voor Op zoek naar een oom
- 1966 - Televizierring voor Zo is het toevallig ook nog eens een keer
- 1966 - Graadt van Roggenprijs voor filmkritiek van het Verbond van Filmkunsttheaters
- 1989 - Ridder in de Orde van Oranje-Nassau voor zijn inzet voor de Nederlandse film
- 1990 - Zilveren Nipkowschijf voor Diogenes.
- 1993 - Gouden Kalf (Cultuurprijs) voor al zijn verdiensten voor de Nederlandse film
- 1995 - Gouden Kalf (Vakprijs: scenario)
- 2003 - Gouden Ganzenveer voor zijn uitzonderlijke bijdrage aan de Nederlandse geschreven cultuur
- 2004 - Eredoctoraat Rijksuniversiteit Groningen, "In het bijzonder voor zijn columns gedurende tientallen jaren in de Volkskrant, met een accent op zijn onafhankelijke, kritische bijdragen over de relatie tussen de sociale wetenschappen en het publiek."
- 2006 - De Machiavelliprijs (prijs voor publieke communicatie), voor zijn hele oeuvre als dagbladcolumnist, omdat Blokker er generaties lang in was geslaagd de Nederlandse samenleving een spiegel voor te houden.